# Форт Макдермит (Невада)
Форт Макдермит (енгл. Fort McDermitt) насељено је место без административног статуса у америчкој савезној држави Невада.

## Демографија
По попису из 2010. године број становника је 341.
| Група             | 2000.    | 2010.     |
| Белци             | 0 (0,0%) | 2 (0,6%)  |
| Афроамериканци    | 0 (0,0%) | 1 (0,3%)  |
| Азијати           | 0 (0,0%) | 0 (0,0%)  |
| Хиспаноамериканци | 0 (0,0%) | 13 (3,8%) |
| Укупно            | 0        | 341       |